# Francesco Mazzinghi
Francesco Mazzinghi (Livorno, 18 dicembre 1852 – Roma, 12 gennaio 1938) è stato un ammiraglio italiano.
Fu il primo comandante generale del Corpo delle Capitanerie di Porto dal 1910 al 1919.

## Biografia
Nato a Livorno il 18 dicembre 1852, Francesco Mazzinghi iniziò la propria carriera militare all'interno del Regio Esercito come volontario del 27º distretto del Regio Esercito nel 1871, venendo trasferito a Genova col grado di caporale.
Nel 1874 entrò a far parte del corpo delle Capitanerie di Porto fondato nel 1865 e che all'epoca era ancora alle dipendenze dell'esercito e non della marina come accadrà in seguito, divenendo quindi applicato di porto di 2ª classe. Col nuovo grado venne destinato dapprima a Livorno e poi nuovamente a Genova ove incontrò Maria Elisa Bersani che sposerà nel 1876, anno del suo trasferimento a Sorrento ove otterrà la propria prima esperienza di comando, col grado appena ottenuto di ufficiale di porto di 3ª classe.
Tornato a Livorno il 1º gennaio 1882, lasciò nuovamente la città natale nel 1891 dopo la sua promozione ad ufficiale di porto di 1ª classe e destinato dapprima a Genova e poi a La Spezia. Nel 1899 divenne impiegato presso la Divisione Porti e Spiagge del Ministero della Marina Mercantile a Roma, trasferendosi nella capitale per poi passare al porto di Bari nel 1905 col grado di capitano di porto di 2ª classe. Rientrò nuovamente a Livorno poco dopo con la promozione a capitano di porto di 1ª classe.
Nel 1910 ottenne il Comando generale del Corpo delle Capitanerie di Porto col grado di Generale di Porto Ispettore che venne appositamente creato per lui, trasferendosi definitivamente a Roma. Con la nuova posizione di comando, Mazzinghi diresse le operazioni della Prima guerra mondiale che videro coinvolti gli uomini delle capitanerie di porto, distinguendosi in particolare nella progettazione degli sbarchi in Africa nel corso della Guerra italo-turca del 1911 e poi durante la Grande Guerra in assistenza agli eserciti italiano e serbo. Prima dell'annessione, fu a capo del governo militare marittimo di Trieste liberata. 
Fu chiamato nel 1919 a guidare la commissione italiana per l'attuazione delle incombenze in materia di aspetti marittimi e portuali scaturenti dall'armistizio concesso all'Austria-Ungheria.
A partire dal 1919 intanto il corpo entrò a tutti gli effetti a far parte delle compagnie d'arme italiane e quasi contemporaneamente l'ammiraglio Francesco Mazzinghi abbandonò il proprio incarico per sopraggiunti limiti di età. Nel periodo dell'occupazione militare della Venezia Giulia sarà richiamato a presiedere il Governo Marittimo di Trieste..
Morì a Roma il 12 gennaio 1938.